# Dammühle

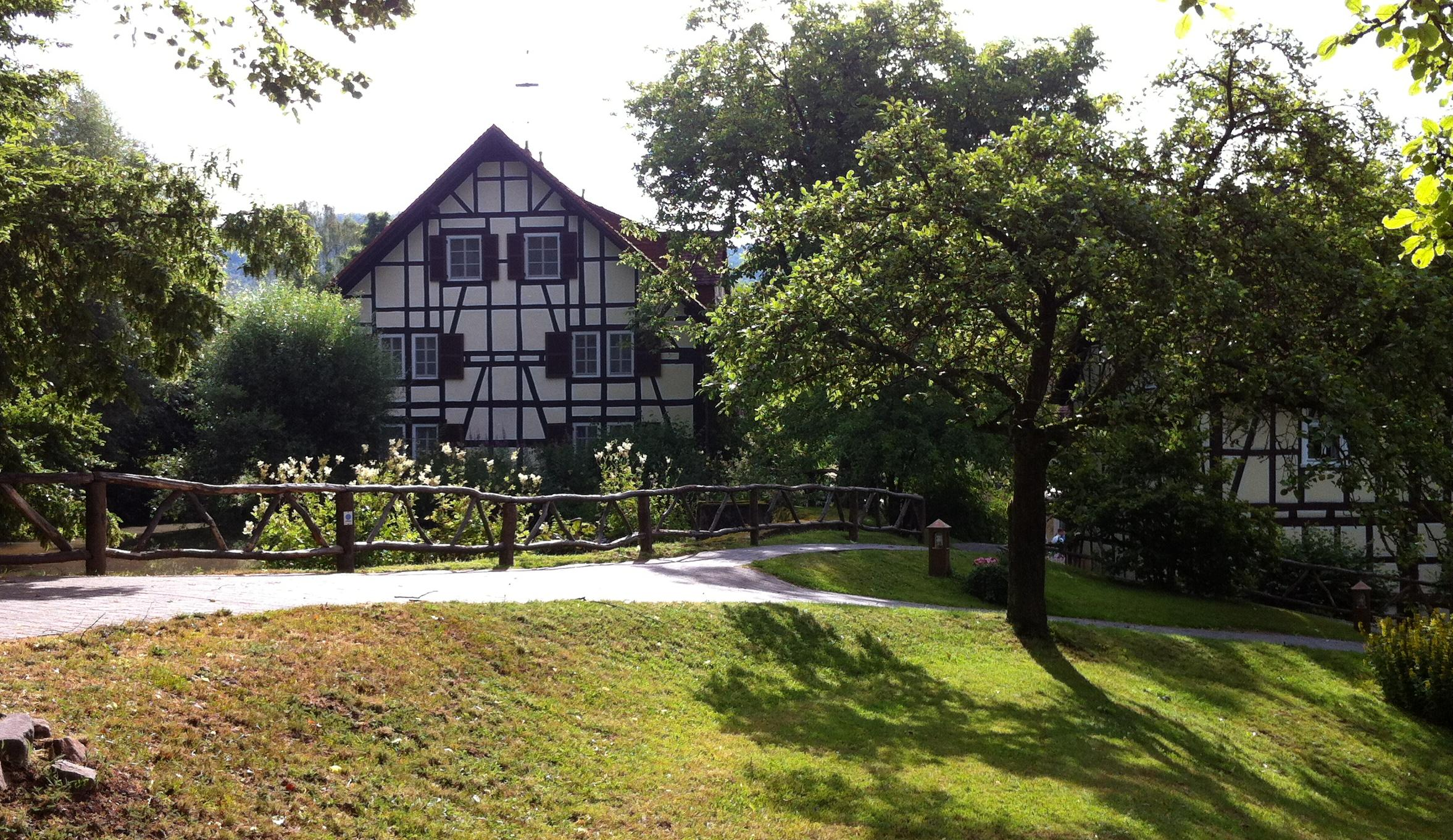
Ehemalige Scheune mit Mühlteich

Die Dammühle ist eine historische, denkmalgeschützte Wassermühle bei Marburg an der Lahn, in dieser Lage erstmals  erwähnt im Jahr 1521. Seit mehr als 300 Jahren befindet sich das Anwesen, zu dem heute insgesamt 25 Hektar Wald-, Wiesen- und Ackerfläche gehören, in Familienbesitz. Der ursprüngliche Mühlen- und Landwirtschaftsbetrieb wurde mit dem Ausgang des 19. Jahrhunderts zunehmend als Landgasthof geführt und hat sich seitdem von einem anfänglich gastronomischen Nebenerwerbsbetrieb zu einem beliebten Ausflugsziel im mittelhessischen Raum entwickelt. Heute ist die Dammühle erfolgreicher Ausbildungsbetrieb und Arbeitgeber für 42 festangestellte Mitarbeiter (Stand: April 2025). In den vergangenen Jahren wurden zudem die zahlreichen Nebengebäude sukzessive aufwändig restauriert und zu einem modernen Hotel- und Tagungsbetrieb erweitert. Darüber hinaus stellt der gesamte Komplex ein nach § 2 (1) des Hessischen Denkmalschutzgesetzes (HDSchG) schützenswertes naturkundliches und kulturelles Gut dar.
Im Jahr 2021 feierte man das 500-jährige Bestehen.

## Geographische Lage
Die Dammühle liegt rund 250 Meter über N.N. auf einem etwa 2 Hektar großen Areal, welches einen Kilometer südwestlich des Ortsteils Wehrshausen an die Kreisstraße 70 grenzt. Sie befindet sich zwischen den Höhen des Peterswaldes im Norden und dem Flurstück Große Lummersbach im Süden in einem wiesen- und baumreichen Tal am Wehrshäuserbach, der südlich des Allersbergs in das Elnhauser Wasser mündet. Naturräumlich gesehen gehören Grund und Boden der Dammühle zu den Damshäuser Kuppen, einem Höhenzug des Gladenbacher Berglandes am Übergang zur Elnhausen-Michelbacher Senke.

## Geschichte

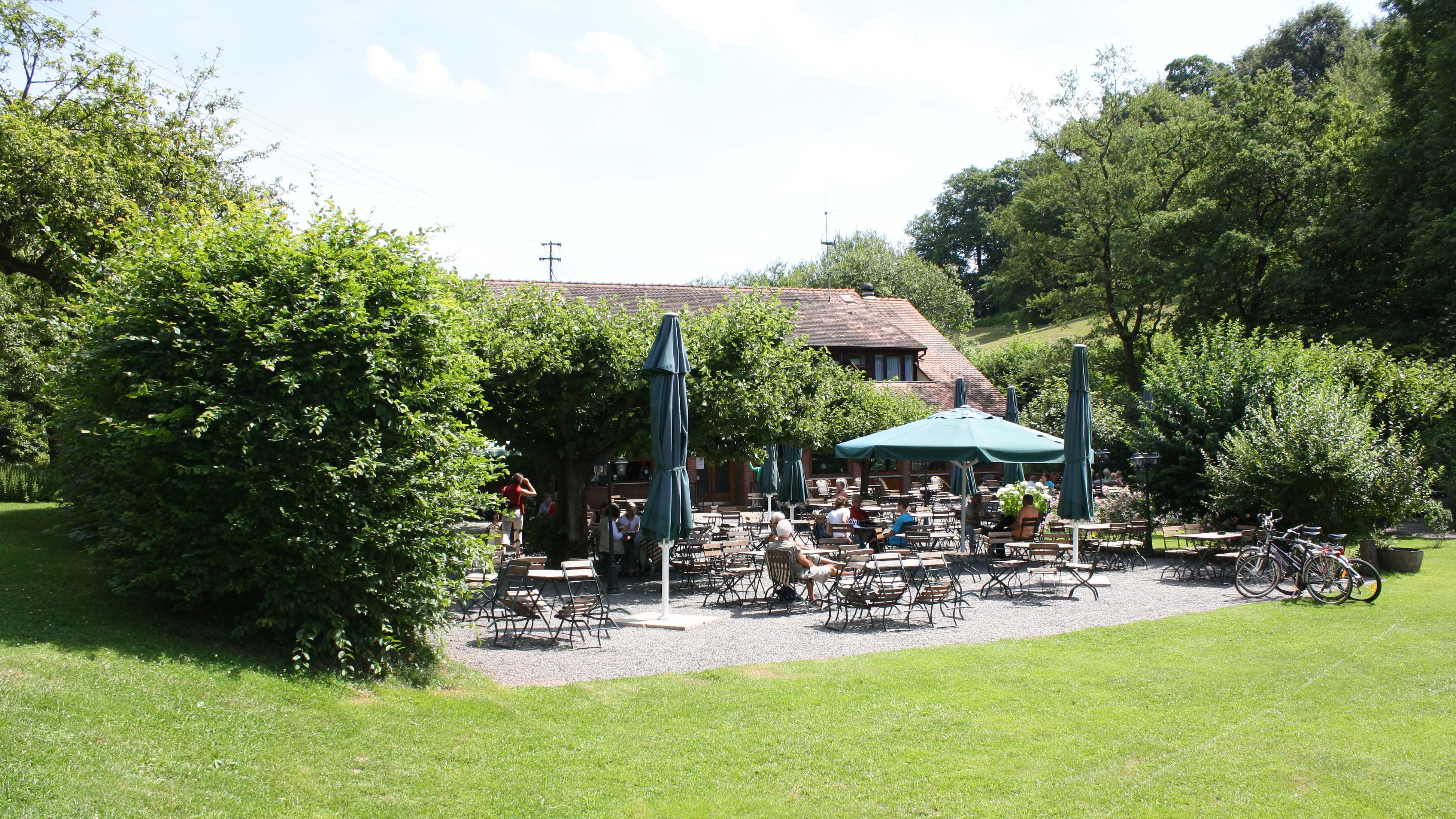
Alter Biergarten vor dem Haupthaus

Besiedlungen in dem Gebiet um die heutige Dammühle gab es bereits vor etwa 50.000 Jahren während der mittleren Altsteinzeit, was Funde von Schabern und anderen Werkzeugen belegen.
Eine erste schriftliche Erwähnung fand die Dammühle im Jahr 1380, jedoch wurde sie im Sternerkrieg zerstört. Erst 1521 erhielt Peter Moller aus Wehrshausen die Erlaubnis zur Wiedererrichtung und den Betrieb der Mühle, einige hundert Meter bachaufwärts ihrer ursprünglichen Lage. Ab dem Jahr 1710 wurde der Name der Familie Becker, der heutigen Eigentümer und Betreiber, im Grundbuch aufgeführt. Im Laufe der Zeit kamen neue Gebäude hinzu, und man erweiterte den Betrieb um Stallungen und Backhaus.
Neben dem Mühlenbetrieb spielte die Landwirtschaft eine zentrale Rolle. Die Dammühle verfügte damals über eine Fläche von 22 Morgen Land, davon 10 Morgen Ackerland. In einem sogenannten „Lager-, Stück- und Steuerbuch“ wurden als Jahresertrag 320 Zentner Mahlgut aufgeführt. Davon verarbeitete man 6 Zentner Gerste zu Graupen und 18 Zentner zu Hafer. Als Mahllohn wurden zur damaligen Zeit etwa 4–5 % des gelieferten Getreides einbehalten, was auch heute noch als Moltern bezeichnet wird. So beliefen sich die Einkünfte der Mühle auf etwa 12 Zentner Getreide und 6 Taler.
Die Bewohner der Dammühle wurden zudem für Frondienste herangezogen, die in Form von Hand- und Spanndiensten auf dem Marburger Schloss abzuleisten waren.

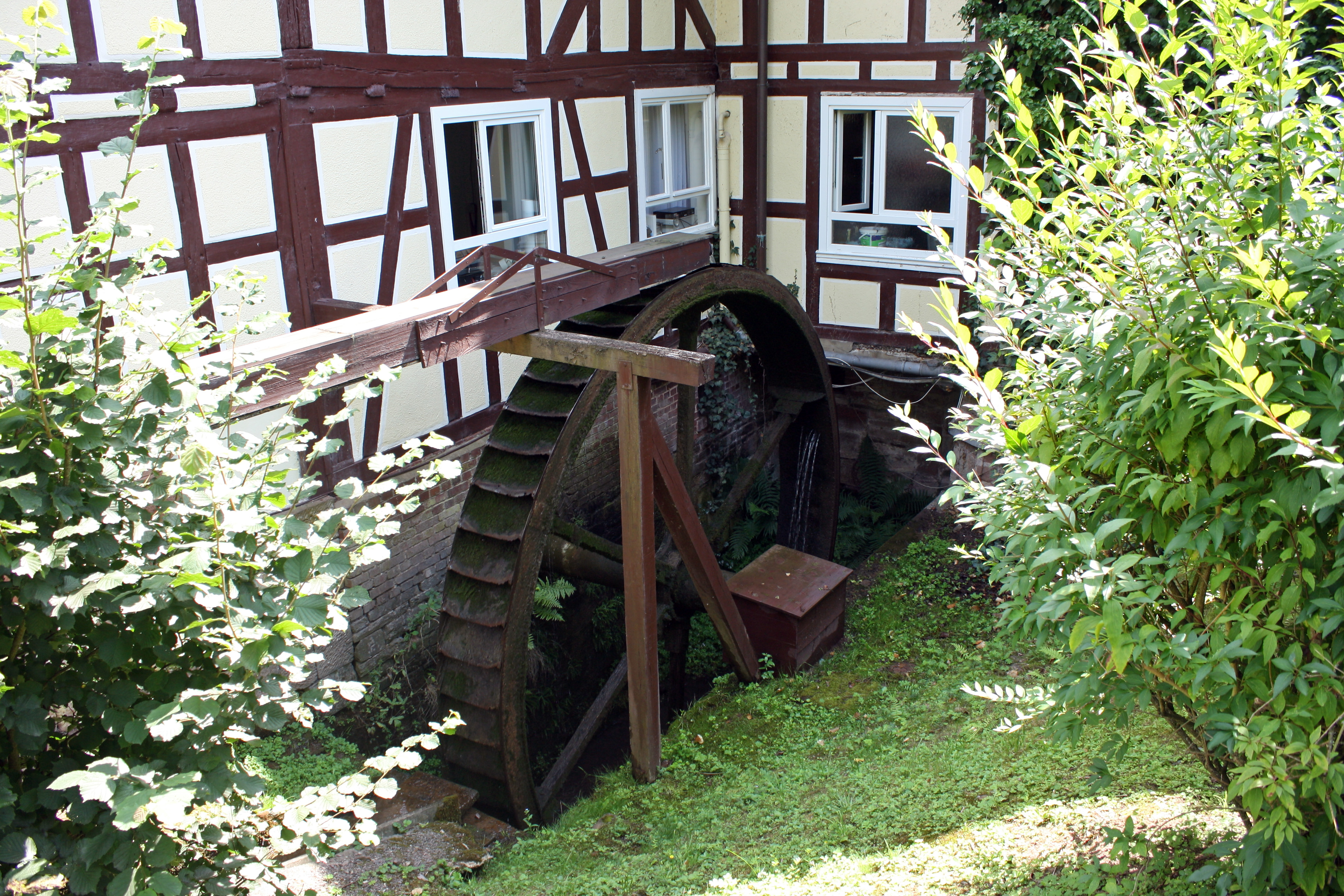
Altes – und seit 1997 wieder funktionsfähiges – Mühlrad

Um 1700 pachtete man weiteres Kirchland hinzu, welches später in das Eigentum der Dammühle überging. Durch die Einführung einer verbesserten Dreifelderwirtschaft zu Beginn des 19. Jahrhunderts waren die landwirtschaftlichen Kapazitäten jedoch schnell erschöpft und die Produktionsgrenzen der kleinen Kundenmühle erreicht. Man besann sich alternativer Einnahmequellen und begann um 1820 einen Ausschankbetrieb aufzubauen, der auch über die Gemeindegrenzen des Nachbarortes Wehrshausen hinaus Anklang fand, wie Quittungen über die damals übliche Hülfssteuer, vergleichbar der heutigen Getränkesteuer, belegen.
In der darauffolgenden Zeit entwickelte sich die Dammühle zu einem beliebten Naherholungsziel und Ausflugslokal für die Marburger Bürger, vor allem die Studenten. Insbesondere die schlagenden Verbindungen schätzten die Abgeschiedenheit des ländlichen Gasthauses, um dort ihre damals noch verbotenen scharfen Mensuren bis in die 1950er Jahre zu schlagen. Gleichzeitig stellte sich immer wieder Wasserknappheit ein, die den Mühlenbetrieb deutlich beeinträchtigte und den Ertrag dementsprechend schmälerte. Dies führte letztlich zu einer konsequenten Ausweitung der gastronomischen Aktivitäten, nahm doch zur damaligen Zeit durch die studentischen Verbindungen und vaterländischen Bewegungen auch der Bedarf an Räumlichkeiten und Bewirtungsmöglichkeiten stetig zu. Schließlich wurde der Mühlenbetrieb zu Gunsten der Gastronomie eingestellt.

## Entwicklung und Nutzung

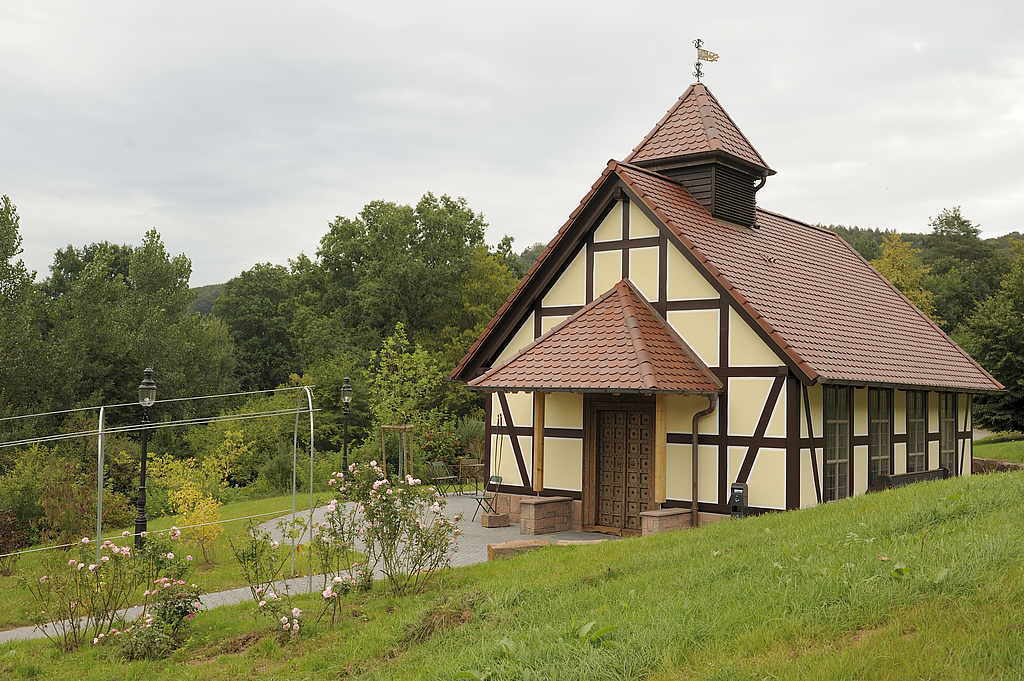
Kleine Fachwerkkapelle der Dammühle

Im Jahr 1967 standen neuerliche Entwicklungen an. Die Gaststube wurde um einen zusätzlichen Raum ergänzt, und auch das Hotel erfuhr mit einem Anbau der alten Scheune eine Erweiterung um 13 Zimmer. Der landwirtschaftliche Betrieb, nunmehr bestehend aus Schweinemast und einer Ammenkuhhaltung von Angusrindern, wurde zwischen 1987 und 1989 eingestellt. Mit der Übergabe des Betriebes an die nächste Generation in den späten 1980er Jahren wurden die Weichen für einen umfangreichen Ausbau und die konsequente Nutzung der Fachwerkbauten und historischen Substanz gestellt. Im Zuge dessen erfolgte 1997 die aufwändige Restaurierung und Gangbarmachung des alten Mühlrades. Zwischen 1998 und 2016 brachten An- und Umbauten im Hotel- und Gastronomiebereich weitere qualitative und kapazitive Verbesserungen. Zudem wurde erstmals ein Nicht-Familienmitglied in die Unternehmensführung berufen. Im Jahr 2015 errichtete man auf dem Grundstück eine eigene Kapelle, in der kirchliche Trauungen vollzogen werden können. Im Frühjahr 2016 wurde das Restaurant im Haupthaus um einen Wintergarten mit 50 Plätzen erweitert.
Neben den infrastrukturellen Entwicklungen wurde ein Augenmerk auf den Stellenwert als Naherholungsgebiet gelegt. Zwischenzeitlich wurde die große Wiese vor dem Haupthaus als Start- und Landeplatz für Heißluftballons genutzt. In direkter Nachbarschaft befindet sich der Kletterwald Marburg, ein Hochseilkletterpark. Darüber hinaus verläuft direkt über das Gelände der Dammühle der Lahn-Dill-Bergland-Pfad sowie ein Naturlehrpfad. Umfangreiche Schutzmaßnahmen für Menschen, Umwelt, Luft und Landschaft bis hin zur Erhaltung von kulturellem Erbe und biologischer Vielfalt werden explizit ausgewiesen und durch kommunale Stellen regelmäßig geprüft. In diesem Zusammenhang wird oberhalb der Kapelle seit dem Frühjahr 2019 mit insgesamt 120 Pflanzen Rotwein (Rondo) und Weißwein (Solaris) auf etwa 300 m² in Nordosthanglage ein eigener Weinberg kultiviert.
Im Jahr 2023 begann man nach über 35 Jahren mit der Einleitung der nächsten Betriebsübergabe an die folgende Generation der Familie.

## Quellen und Weblinks

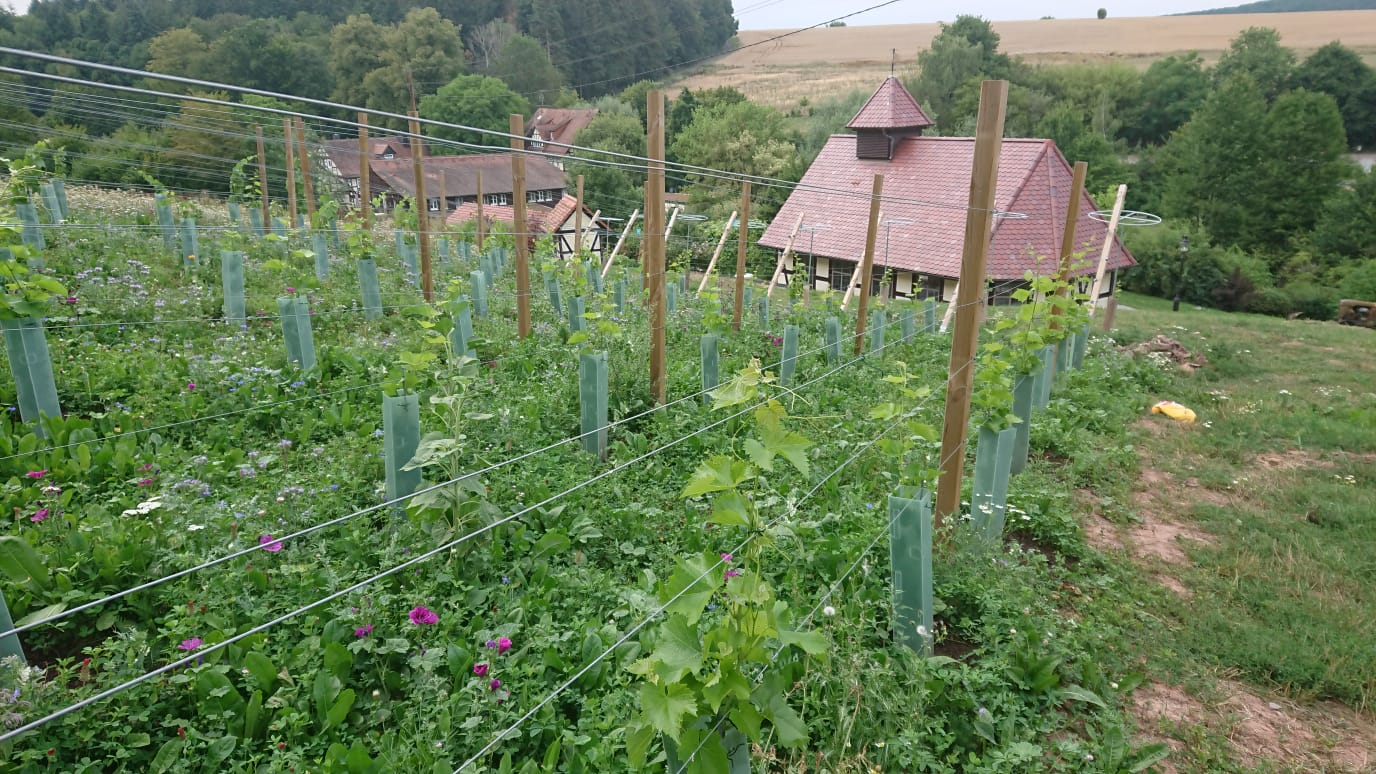
Weinberg der Dammühle